# Ennemond Allemand de Montmartin
 (août 2023).
Pour les articles homonymes, voir Montmartin.
Ennemond Allemand de Montmartin est un évêque catholique français, évêque de Grenoble de 1708 à 1719.

## Biographie

### Origines et études
Ennemond Allemand de Montmartin est né à une date inconnue.
Il est le fils de Gaspard IV Allemand de Montmartin, une branche cadette de la famille Alleman, et de Marguerite Dupras.
Il fait ses études à Paris obtient sa maîtrise ès arts en juillet 1683 sa licence en 1690 et devient docteur en Sorbonne et grand-chantre de Saint-Maurice de Vienne.

### Carrière épiscopale
Ennemond Allemand de Montmartin est nommé évêque de Grenoble à la Toussaint 1707. Confirmé le 12 mars 1708 et consacré en mai par l'archevêque de Paris.
Il installa en 1710 le séminaire Saint-François-de-Sales (maison de retraite pour prêtres âgés et infirmes) dans l’ancien hôpital de l’Ile puis, en 1717, dans le monastère des religieuses du Verbe-Incarné, place Grenette à Grenoble. Il accepta la bulle Unigenitus dans un mandement du 18 avril 1714. Dans un premier temps, il favorisa les Jésuites. Mais sa sœur, bénédictine de l’abbaye royale de Saint-André de Vienne qui vivait avec lui, l’en détacha et il fit appel aux Jacobins, aux Oratoriens et aux Minimes. L’évêque aurait même traité les Jésuites « d’orgueilleux, de turbulents, de menteurs et de fripons. » Ayant rencontré Jean Soanen, on le soupçonna de jansénisme, voire d’avoir rétracté sa soumission à Unigenitus. C’est aussi sous son épiscopat que s’établirent à Grenoble les Frères des écoles chrétiennes, dans le quartier Saint-Laurent.